# Таваса
Таваса (на английски: Tawasa) е северноамериканско индианско племе, което първоначално живее при сливането на реките Флинт и Чатахучи в югозападна Джорджия, САЩ. По-късно се местят в Алабама, близо до днешния Монтгомъри, където през 1540 г. ги среща Ернандо де Сото. Възможно е „Туаси“, за които Де Сото говори да са по-късните таваса.

## История
След Де Сото никой не посещава района в следващите 130 години. Първото споменаване на племето под името таваса е през 1675 г. от Габриел Диас Вара Калдерон, който казва, че заемат част от централна Алабама. Провинция „Тоасса“ на Калдерон включва 14 града, между които Тоасса и Тубаси. Около 1695 г. таваса се преместват на юг близо до границите на провинция Апалачи. Тук през 1706 г. или 1707 г. селата им са унищожени от криките и английски колонисти от Каролина. Оцелелите таваса се разпръсват като някои отиват при французите в Мобил през 1723 г. и се установяват от източната страна на река Мобил. Останалите таваса издигат града си през 1733 г. сред криките в централна Алабама. През 1814 г. са принудени да изоставят земите си и да се преместят към реките Куса и Талапуса, където остават до изгонването им заедно с криките на запад от Мисисипи. В Оклахома таваса постепенно се смесват с останалите групи крики и изчезват като самостоятелно племе.

## Език
Не е известно какъв език точно говорят таваса в миналото. Въпросът все още е спорен като някои смятат, че езикът им е диалект тимукоа, а други че е мускогски.